# Kim Dong-jin (Schiedsrichter)
Kim Dong-jin (koreanisch: 김동진; * 9. Juni 1973) ist ein südkoreanischer Fußballschiedsrichter. Er war seit 2005 FIFA-Schiedsrichter und kam u. a. bei Spielen der AFC Champions League und bei drei Partien in der Qualifikation zur WM 2010 zum Einsatz. Darüber hinaus leitete er bei der Asienmeisterschaft 2011 in Katar drei Spiele der Gruppenphase. Seit 2006 pfeift er Spiele der K League.
Einsätze bei der Asienmeisterschaft 2011
- Gruppe B – 9. Januar 2011:  Saudi-Arabien –  Syrien 1:2 (0:1)
- Gruppe A – 12. Januar 2011:  Volksrepublik China –  Katar 0:2 (0:2)
- Gruppe D – 19. Januar 2011:  Vereinigte Arabische Emirate –  Iran 0:3 (0:0)